# 滋賀府民
滋賀府民（しがふみん）とは、一般的に滋賀県に住み、京都府または大阪府へ通勤・通学する人のことを指す。主に湖南・湖東・湖西地区に多いと言われるが、定義は曖昧で、使用する人により範囲はまちまちである。地理上京都府の方が大阪府よりもはるかに結びつきが強いが、大阪へ通勤・通学する者も多い。
滋賀県では琵琶湖線、湖西線の沿線である湖南や湖西を中心に、1960年代以降住宅地開発が進むようになり、それに伴って京都府内から多くの人が移り住み、京都府へ通勤・通学する者が増えていった。近年では特に湖南地区での人口増加が著しく、また新快速の延伸により湖北地区の交通アクセスが向上したことから、滋賀府民の数は増えている。
| 市町村     | 京都府 | 大阪府 |
| ---------- | ------ | ------ |
| 大津市     | 18.9%  | 5.9%   |
| 草津市     | 10.6%  | 5.0%   |
| 守山市     | 8.0%   | 3.7%   |
| 栗東市     | 7.5%   | 3.5%   |
| 野洲市     | 7.1%   | 3.9%   |
| 近江八幡市 | 5.0%   | 2.3%   |
| 高島市     | 5.3%   | 1.6%   |
| 竜王町     | 4.0%   | 1.7%   |
| 湖南市     | 3.8%   | 1.7%   |